# Bouscarle de Seebohm
Ne doit pas être confondu avec Bradypterus seebohmi.
Locustella seebohmi
Espèce
Statut de conservation UICN

 LC  : Préoccupation mineure
La Bouscarle de Seebohm (Locustella seebohmi) est une espèce de passereaux de la famille des Locustellidae.

## Taxonomie
L'espèce a porté jusqu'en 2012 le nom binominal Bradypterus seebohmi mais celui-ci est désormais à éviter car il est utilisé par la classification de référence du Congrès ornithologique international (version 8.2, 2018) pour désigner une autre espèce : l'Amphilaïs tachetée. Il convient de vérifier soigneusement les sources, en se référant par exemple au nom d'auteur, pour écarter  tout risque de confusion.

## Répartition
On la trouve dans le sud-est asiatique et aux Philippines.